# Nikołaj Dawydienko
Nikołaj Władimirowicz Dawydienko, ros. Николай Владимирович Давыденко (ur. 2 czerwca 1981 w Siewierodoniecku) – rosyjski tenisista, reprezentant Rosji w Pucharze Davisa, olimpijczyk, zwycięzca ATP World Tour Finals 2009.

## Młodość
Jego rodzice pracowali w rosyjskim koncernie Gazprom. Do 15. roku życia mieszkał na Ukrainie, następnie przeniósł się do Niemiec, gdzie mieszkał wspólnie ze starszym bratem Eduardem i jego rodziną. W 1999 roku został obywatelem rosyjskim.

## Kariera tenisowa
Jako zawodowy tenisista Dawydienko zaczął występować od 1999 roku. Dnia 16 października 2014 roku poinformował o zakończeniu zawodowej kariery.
W 2001 roku po raz pierwszy uczestniczył w zawodach wielkoszlemowych, dochodząc do 2 rundy na Australian Open.
W 2003 roku Rosjanin zaczął odnosić sukcesy na szczeblu rozgrywek o randze ATP World Tour, wygrywając 2 turnieje, w styczniu w Adelaide i w kwietniu w Estoril. W maju awansował do finału w Sankt Pölten. Sezon ukończył po raz pierwszy w czołowej pięćdziesiątce rankingu, na 44. pozycji.
W 2004 roku Dawydienko ponownie triumfował w 2 imprezach ATP World Tour, tym razem w Monachium oraz w Moskwie. W stolicy Rosji był również najlepszy w grze podwójnej, w parze z Igorem Andriejewem. Tego samego roku uczestniczył na igrzyskach olimpijskich w Atenach, gdzie w singlu odpadł w 1 rundzie, a w deblu w 2 rundzie. Partnerem w turnieju gry podwójnej Dawydienki był Andriejew.
2005 rok był pierwszym sezonem w karierze Rosjanina gdy doszedł do ćwierćfinału wielkoszlemowego. W Australian Open pokonał m.in. po drodze Tima Henmana i Guillermo Cañasa, a przegrał w spotkaniu o awans do półfinału z Andym Roddickiem. Podczas French Open dotarł do półfinału, eliminując m.in. Tommy'ego Haasa, Guillermo Corię i Tommy'ego Robredo by w meczu o finał przegrać z Mariano Puertą. Tegoż roku Dawydienko doszedł do 1 finału, w Sankt Pölten, który ostatecznie wygrał. W Moskwie podczas rywalizacji deblowej zakończył swój udział, w parze z Igorem Andriejewem, na finale. Na koniec roku Dawydienko zakwalifikował się do turnieju Tennis Masters Cup i awansował do półfinału. W grupie wygrał wszystkie pojedynki, z Andre Agassim, Gastónem Gaudio i Mariano Puertą. Mecz o udział w finale Rosjanin przegrał z Davidem Nalbandianem. W tym samym roku osiągnął z reprezentacją półfinał w Pucharze Davisa, chociaż debiutował w reprezentacji w 2003 roku. Miał znaczący wkład w wyeliminowaniu w ćwierćfinale Francji, przeciwko której zdobył 2 punkty w singlu, po triumfach nad Paulem-Henrim Mathieu i Richardem Gasquetem. W rundzie półfinałowej przeciw Chorwacji pokonał Mario Ančicia, ale poniósł porażkę z Ivanem Ljubičiciem. Sezon zakończył na 5. miejscu w rankingu gry pojedynczej.
W 2006 roku osiągnął wielkoszlemowe ćwierćfinały w Australian Open i French Open oraz półfinał podczas US Open. W Melbourne i Nowym Jorku wyeliminował Dawydienkę Roger Federer, a w Paryżu David Nalbandian. Odniósł w całym sezonie 5 turniejowych zwycięstw, w tym na początku listopada wygraną w Paryżu, w ramach zawodów kategorii ATP Masters Series. Po imprezie w Paryżu, dnia 6 listopada osiągnął najwyższe miejsce w klasyfikacji singlowej, 3. miejsce. Dodatkowo Rosjanin uczestniczył w 2 przegranych finałach. Zakwalifikował się na koniec roku na zawody Tennis Masters Cup, jednak odpadł po meczach grupowych. Na początku grudnia wygrał z reprezentacją Puchar Davisa, po finale z Argentyną zakończonym wynikiem 3:2. Dawydienko pokonał Juana Ignacio Chelę, a przegrał z Davidem Nalbandianem.
W sezonie 2007 tenisista rosyjski wygrał zawody w Moskwie. Ponadto był w półfinałach French Open i US Open, które przegrywał z Rogerem Federerem, ćwierćfinale Australian Open, gdzie odpadł pokonany przez Tommy'ego Haasa, a także w 4 rundzie Wimbledonu wyeliminowany przez Markosa Pagdatisa. Wygrał 17 meczów w zawodach wielkoszlemowych, najwięcej w 1 sezonie. Po raz 3 z rzędu Dawydienko zakwalifikował się do Tennis Masters Cup, jednak swój udział zakończył po rywalizacji grupowej. Na koniec roku zagrał w finale Pucharu Davisa przeciwko Stanom Zjednoczonym, w grze podwójnej z Igorem Andriejewem przegrywając z Bobem i Mikiem Bryanami, co przesądziło o porażce Rosjan.
W 2008 roku Dawydienko został mistrzem 3 turniejów w singlu, w tym zawodów ATP Masters Series w Miami, gdzie wyeliminował m.in. Andy'ego Roddicka w półfinale i Rafaela Nadala w finale. Rosjanin uczestniczył również w 2 finałach, w tym w finale Tennis Masters Cup. W grze podwójnej był w 1 finale, wspólnie z Jurijem Szczukinem w Warszawie. W ramach Pucharu Davisa dotarł z reprezentacją do półfinału, w którym Rosjanie ulegli Argentynie. W sierpniu Dawydienko zagrał na igrzyskach olimpijskich w Pekinie. W singlu doszedł do 2 rundy, a w deblu do ćwierćfinału w parze z Igorem Andriejewem.
Dawydienko w sezonie 2009, od końca lipca doszedł do 5 finałów, które wygrał. Były to m.in. zwycięstwa w Szanghaju o randze ATP World Tour Masters 1000, gdzie w finale był lepszy od Rafaela Nadala, i w ATP World Tour Finals. W londyńskich zawodach ATP World Tour Finals pokonał w meczach grupowych Rafaela Nadala i Robina Söderlinga, a poniósł porażkę z Novakiem Đokoviciem. W półfinale Dawydienko wyeliminował Rogera Federera, a w finale Juana Martína del Potro. W sezonie tym Rosjanin był również w ćwierćfinale French Open, w którym odpadł po przegranej z Robinem Söderlingiem.
W styczniu 2010 roku Rosjanin wygrał turniej w Ad-Dausze, po meczach m.in. z Rogerem Federerem w półfinale i Rafaelem Nadalem w finale, a także awansował do ćwierćfinału Australian Open, gdzie tym razem lepszy był Federer. W lutym Dawydienko doznał kontuzji nadgarstka, która wykluczyła go z gry do połowy sezonu. Jednak po powrocie nie osiągał większych sukcesów, a sezon zakończył poza czołową dwudziestką w rankingu, na 22. pozycji.
W 2011 roku Dawydienko dotarł do finału w Ad-Dausze po wygranej m.in. nad Nadalem. Spotkanie o tytuł przegrał z Federerem. W maju zwyciężył w zawodach w Monachium, po finale z Florianem Mayerem. W 2012 roku uczestniczył po raz 3 na igrzyskach olimpijskich, w Londynie. Z konkurencji gry pojedynczej odpadł w 2 rundzie, podobnie jak i w deblu. W sezonie 2013 był w finale w Ad-Dausze. Pokonał tamże m.in. w półfinale Davida Ferrera, jednak mecz finałowy zakończył się porażką Dawydienki z Richardem Gasquetem.
W 2014 roku, w lutym, Rosjanin został mistrzem gry podwójnej w Montpellier razem z Denisem Istominem.

### Finały w turniejach ATP World Tour

#### Gra pojedyncza (21–7)
| Legenda                                      |
| -------------------------------------------- |
| Wielki Szlem                                 |
| Igrzyska olimpijskie                         |
| Tennis Masters Cup / ATP Finals              |
| ATP Masters Series / ATP Tour Masters 1000   |
| ATP International Series Gold / ATP Tour 500 |
| ATP International Series / ATP Tour 250      |

| Końcowy wynik | Nr  | Data                 | Turniej                       | Nawierzchnia    | Przeciwnik            | Wynik finału      |
| Zwycięzca     | 1.  | 5 stycznia 2003      | Adelaide                      | Twarda          | Kristof Vliegen       | 6:2, 7:6(3)       |
| Zwycięzca     | 2.  | 13 kwietnia 2003     | Estoril                       | Ceglana         | Agustín Calleri       | 6:4, 6:3          |
| Finalista     | 1.  | 25 maja 2003         | Sankt Pölten                  | Ceglana         | Andy Roddick          | 3:6, 2:6          |
| Zwycięzca     | 3.  | 2 maja 2004          | Monachium (1)                 | Ceglana         | Martin Verkerk        | 6:4, 7:5          |
| Zwycięzca     | 4.  | 17 października 2004 | Moskwa (1)                    | Dywanowa (hala) | Greg Rusedski         | 3:6, 6:3, 7;5     |
| Zwycięzca     | 5.  | 21 maja 2005         | Sankt Pölten (1)              | Ceglana         | Jürgen Melzer         | 6:3, 2:6, 6:4     |
| Finalista     | 2.  | 7 maja 2006          | Estoril                       | Ceglana         | David Nalbandian      | 3:6, 4:6          |
| Zwycięzca     | 6.  | 27 maja 2006         | Pörtschach (2)                | Ceglana         | Andrei Pavel          | 6:0, 6:3          |
| Finalista     | 3.  | 16 lipca 2006        | Båstad                        | Ceglana         | Tommy Robredo         | 2:6, 1:6          |
| Zwycięzca     | 7.  | 6 sierpnia 2006      | Sopot (1)                     | Ceglana         | Florian Mayer         | 7:6(6), 5:7, 6:4  |
| Zwycięzca     | 8.  | 28 sierpnia 2006     | New Haven                     | Twarda          | Agustín Calleri       | 6:4, 6:3          |
| Zwycięzca     | 9.  | 15 października 2006 | Moskwa (2)                    | Dywanowa (hala) | Marat Safin           | 6:4, 5:7, 6:4     |
| Zwycięzca     | 10. | 5 listopada 2006     | Paryż                         | Dywanowa (hala) | Dominik Hrbatý        | 6:1, 6:2, 6:2     |
| Zwycięzca     | 11. | 14 października 2007 | Moskwa (3)                    | Twarda (hala)   | Paul-Henri Mathieu    | 7:5, 7:6(9)       |
| Zwycięzca     | 12. | 6 kwietnia 2008      | Miami                         | Twarda          | Rafael Nadal          | 6:4, 6:2          |
| Finalista     | 4.  | 20 kwietnia 2008     | Estoril                       | Ceglana         | Roger Federer         | 6:7(5), 2:1 krecz |
| Zwycięzca     | 13. | 25 maja 2008         | Pörtschach (3)                | Ceglana         | Juan Mónaco           | 6:2, 2:6, 6:2     |
| Zwycięzca     | 14. | 15 czerwca 2008      | Warszawa (2)                  | Ceglana         | Tommy Robredo         | 6:3, 6:3          |
| Finalista     | 5.  | 17 listopada 2008    | Tennis Masters Cup, Szanghaj  | Twarda (hala)   | Novak Đoković         | 1:6, 5:7          |
| Zwycięzca     | 15. | 26 lipca 2009        | Hamburg                       | Ceglana         | Paul-Henri Mathieu    | 6:4, 6:2          |
| Zwycięzca     | 16. | 2 sierpnia 2009      | Umag                          | Ceglana         | Juan Carlos Ferrero   | 6:3, 6:0          |
| Zwycięzca     | 17. | 4 października 2009  | Kuala Lumpur                  | Twarda (hala)   | Fernando Verdasco     | 6:4, 7:5          |
| Zwycięzca     | 18. | 18 października 2009 | Szanghaj                      | Twarda          | Rafael Nadal          | 7:6(3), 6:3       |
| Zwycięzca     | 19. | 29 listopada 2009    | ATP World Tour Finals, Londyn | Twarda (hala)   | Juan Martín del Potro | 6:3, 6:4          |
| Zwycięzca     | 20. | 9 stycznia 2010      | Ad-Dauha                      | Twarda          | Rafael Nadal          | 0:6, 7:6(8), 6:4  |
| Finalista     | 6.  | 9 stycznia 2011      | Ad-Dauha                      | Twarda          | Roger Federer         | 3:6, 4:6          |
| Zwycięzca     | 21. | 1 maja 2011          | Monachium (2)                 | Ceglana         | Florian Mayer         | 6:3, 3:6, 6:1     |
| Finalista     | 7.  | 5 stycznia 2013      | Ad-Dauha                      | Twarda          | Richard Gasquet       | 6:3, 6:7(4), 3:6  |

#### Gra podwójna (2–2)
| Końcowy wynik | Nr | Data                 | Turniej     | Nawierzchnia    | Partner        | Przeciwnicy w finale                 | Wynik finału   |
| Zwycięzca     | 1. | 17 października 2004 | Moskwa      | Dywanowa (hala) | Igor Andriejew | Mahesh Bhupathi Jonas Björkman       | 3:6, 6:3, 6:4  |
| Finalista     | 1. | 16 października 2005 | Moskwa      | Dywanowa (hala) | Igor Andriejew | Maks Mirny Michaił Jużny             | 1:5, 1:5       |
| Finalista     | 2. | 15 czerwca 2008      | Warszawa    | Ceglana         | Jurij Szczukin | Mariusz Fyrstenberg Marcin Matkowski | 0:6, 6:3, 4–10 |
| Zwycięzca     | 2. | 9 lutego 2014        | Montpellier | Twarda (hala)   | Denis Istomin  | Marc Gicquel Nicolas Mahut           | 6:4, 1:6, 10–7 |

### Osiągnięcia w turniejach Wielkiego Szlema i ATP World Tour Masters 1000 (gra pojedyncza)
| Turniej                     | 2001                            | 2002                            | 2003                            | 2004                            | 2005                            | 2006                            | 2007                            | 2008                            | 2009                            | 2010                            | 2011                            | 2012                            | 2013                            | 2014                            | Wygrane turnieje | Bilans w turnieju |
| Wielki Szlem                | Wielki Szlem                    | Wielki Szlem                    | Wielki Szlem                    | Wielki Szlem                    | Wielki Szlem                    | Wielki Szlem                    | Wielki Szlem                    | Wielki Szlem                    | Wielki Szlem                    | Wielki Szlem                    | Wielki Szlem                    | Wielki Szlem                    | Wielki Szlem                    | Wielki Szlem                    | Wielki Szlem     | Wielki Szlem      |
| --------------------------- | ------------------------------- | ------------------------------- | ------------------------------- | ------------------------------- | ------------------------------- | ------------------------------- | ------------------------------- | ------------------------------- | ------------------------------- | ------------------------------- | ------------------------------- | ------------------------------- | ------------------------------- | ------------------------------- | ---------------- | ----------------- |
| Australian Open             | 2R                              | 1R                              | 1R                              | 2R                              | QF                              | QF                              | QF                              | 4R                              | –                               | QF                              | 1R                              | 1R                              | 2R                              | 2R                              | 0 / 13           | 23–13             |
| French Open                 | 2R                              | 2R                              | 2R                              | 1R                              | SF                              | QF                              | SF                              | 3R                              | QF                              | –                               | 2R                              | 1R                              | 3R                              | 1R                              | 0 / 13           | 26–13             |
| Wimbledon                   | –                               | 1R                              | 1R                              | 1R                              | 2R                              | 1R                              | 4R                              | 1R                              | 3R                              | 2R                              | 1R                              | 1R                              | –                               | –                               | 0 / 11           | 7–11              |
| US Open                     | 1R                              | 2R                              | 2R                              | 3R                              | 2R                              | SF                              | SF                              | 4R                              | 4R                              | 2R                              | 3R                              | 2R                              | 2R                              | –                               | 0 / 13           | 26–13             |
| Wygrane turnieje            | 0 / 3                           | 0 / 4                           | 0 / 4                           | 0 / 4                           | 0 / 4                           | 0 / 4                           | 0 / 4                           | 0 / 4                           | 0 / 3                           | 0 / 3                           | 0 / 4                           | 0 / 4                           | 0 / 3                           | 0 / 2                           | 0 / 50           | N/A               |
| Bilans spotkań              | 2–3                             | 2–4                             | 2–4                             | 3–4                             | 11–4                            | 13–4                            | 17–4                            | 8–4                             | 9–3                             | 6–3                             | 3–4                             | 1–4                             | 4–3                             | 1–2                             | N/A              | 82–50             |
| ATP World Tour Finals       |                                 |                                 |                                 |                                 |                                 |                                 |                                 |                                 |                                 |                                 |                                 |                                 |                                 |                                 |                  |                   |
| ATP World Tour Finals       | –                               | –                               | –                               | –                               | SF                              | RR                              | RR                              | F                               | W                               | –                               | –                               | –                               | –                               | –                               | 1 / 5            | 12–8              |
| ATP World Tour Masters 1000 |                                 |                                 |                                 |                                 |                                 |                                 |                                 |                                 |                                 |                                 |                                 |                                 |                                 |                                 |                  |                   |
| Indian Wells                | –                               | –                               | –                               | 1R                              | 2R                              | 3R                              | 4R                              | 3R                              | –                               | 3R                              | 2R                              | 3R                              | 2R                              | 2R                              | 0 / 10           | 10–8              |
| Miami                       | –                               | 2R                              | 1R                              | 2R                              | 2R                              | 4R                              | 3R                              | W                               | –                               | –                               | 1R                              | 2R                              | 2R                              | 1R                              | 1 / 11           | 13–10             |
| Monte Carlo                 | –                               | –                               | 1R                              | QF                              | 3R                              | 1R                              | 2R                              | SF                              | QF                              | –                               | 1R                              | –                               | 2R                              | –                               | 0 / 9            | 11–9              |
| Madryt                      | –                               | –                               | 1R                              | –                               | 3R                              | 2R                              | –                               | 2R                              | 3R                              | –                               | 1R                              | 2R                              | 1R                              | –                               | 0 / 8            | 4–7               |
| Rzym                        | –                               | 1R                              | 2R                              | 3R                              | 1R                              | 3R                              | SF                              | 3R                              | 2R                              | –                               | 1R                              | 1R                              | 1R                              | –                               | 0 / 11           | 9–11              |
| Montreal/Toronto            | –                               | –                               | 2R                              | –                               | 3R                              | 1R                              | QF                              | 3R                              | QF                              | 3R                              | 2R                              | –                               | QF                              | –                               | 0 / 9            | 13–9              |
| Cincinnati                  | –                               | –                               | 1R                              | –                               | QF                              | 1R                              | SF                              | 2R                              | 3R                              | QF                              | 2R                              | 3R                              | 2R                              | –                               | 0 / 10           | 13–10             |
| Szanghaj                    | Nie ATP World Tour Masters 1000 | Nie ATP World Tour Masters 1000 | Nie ATP World Tour Masters 1000 | Nie ATP World Tour Masters 1000 | Nie ATP World Tour Masters 1000 | Nie ATP World Tour Masters 1000 | Nie ATP World Tour Masters 1000 | Nie ATP World Tour Masters 1000 | W                               | 2R                              | –                               | –                               | –                               | –                               | 1 / 2            | 5–1               |
| Paryż                       | –                               | –                               | 1R                              | 2R                              | QF                              | W                               | 3R                              | SF                              | 3R                              | QF                              | 1R                              | –                               | –                               | –                               | 1 / 9            | 15–8              |
| Hamburg                     | –                               | –                               | 2R                              | 1R                              | SF                              | QF                              | 3R                              | 3R                              | Nie ATP World Tour Masters 1000 | Nie ATP World Tour Masters 1000 | Nie ATP World Tour Masters 1000 | Nie ATP World Tour Masters 1000 | Nie ATP World Tour Masters 1000 | Nie ATP World Tour Masters 1000 | 0 / 6            | 10–6              |
| Wygrane turnieje            | –                               | 0 / 2                           | 0 / 8                           | 0 / 6                           | 0 / 9                           | 1 / 9                           | 0 / 8                           | 1 / 9                           | 1 / 7                           | 0 / 5                           | 0 / 8                           | 0 / 5                           | 0 / 7                           | 0 / 2                           | 3 / 85           | N/A               |
| Bilans spotkań              | –                               | 1–2                             | 3–8                             | 7–6                             | 14–9                            | 13–8                            | 13–8                            | 16–8                            | 13–5                            | 6–4                             | 3–8                             | 6–4                             | 7–7                             | 1–2                             | N/A              | 103–79            |
| Ranking na koniec sezonu    |                                 |                                 |                                 |                                 |                                 |                                 |                                 |                                 |                                 |                                 |                                 |                                 |                                 |                                 |                  |                   |
|                             | 79                              | 81                              | 44                              | 28                              | 5                               | 3                               | 4                               | 5                               | 6                               | 22                              | 41                              | 44                              | 53                              | 250                             | N/A              | N/A               |

Legenda
     W, wygrał turniej
     F, przegrał w finale
     SF, przegrał w półfinale
     QF, przegrał w ćwierćfinale
     4R, 3R, 2R, 1R przegrał w IV, III, II, I rundzie
     RR, odpadł w fazie grupowej
     –, nie startował w turnieju głównym